# Tandsjön, Ljusdals kommun
Tandsjön är en sjö i Ljusdals kommun i Gävleborgs län (inom Orsa Finnmark i landskapet Dalarna) och ingår i Ljusnans huvudavrinningsområde. Sjön är 25 meter djup, har en yta på 4,15 kvadratkilometer och befinner sig 450,2 meter över havet. Sjön avvattnas av Tandsjöån, Fågelsjöån och Björnån till biflödesvattendraget Voxnan till Ljusnan. Vid provfiske har abborre, elritsa, sik och siklöja fångats i sjön.

## Delavrinningsområde
Tandsjön ingår i det delavrinningsområde (684823-144037) som SMHI kallar för Utloppet av Tandsjön. Medelhöjden är 500 meter över havet och ytan är 33,16 kvadratkilometer. Räknas de 15 avrinningsområdena uppströms in blir den ackumulerade arean 97,95 kvadratkilometer. Voxnan som avvattnar avrinningsområdet har biflödesordning 2, vilket innebär att vattnet flödar genom totalt 2 vattendrag innan det når havet efter 224 kilometer. Avrinningsområdet består mestadels av skog (74 procent). Avrinningsområdet har 4,69 kvadratkilometer vattenytor vilket ger det en sjöprocent på 14,1 procent.